# Đại lộ 9 de Julio

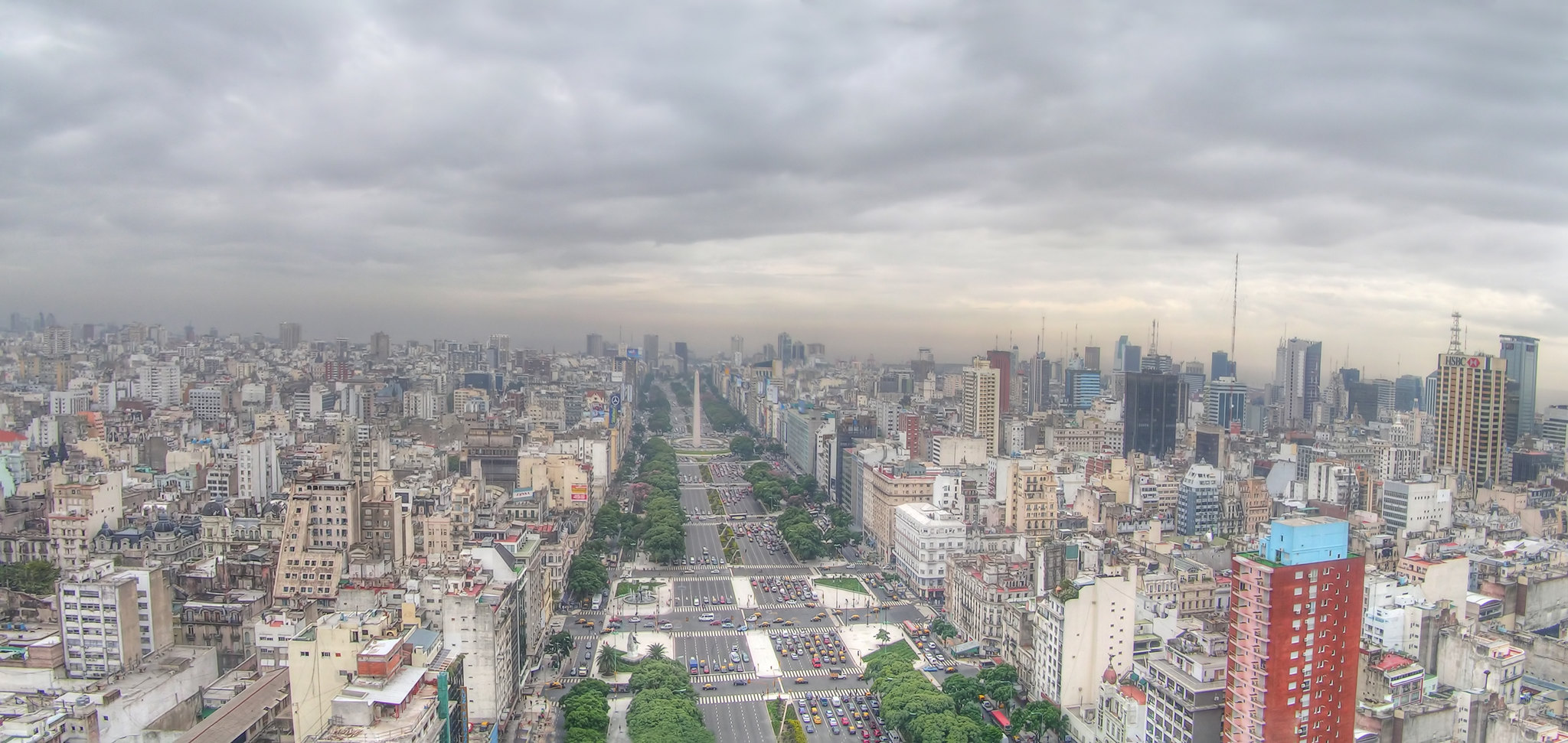
Avenida 9 de Julio

Đại lộ 9 de Julio (Đại lộ 9 tháng 7), nằm ở thành phố Buenos Aires, Argentina, là đại lộ rộng nhất trên thế giới. Tên của nó vinh danh Ngày Độc lập của Argentina, ngày 9 tháng 7 năm 1816.
Đại lộ chạy khoảng 1 km (0.62 dặm) về phía tây của đại lộ Río de la Plata, từ huyện Retiro ở phía bắc đến ga Constitución ở phía nam. Đại lộ có đến 7 làn xe theo từng hướng và được hai bên đường song song với hai làn xe. Thông qua trung tâm đại lộ chạy một trong những hành lang của Metrobus (Buenos Aires) (Bus transit transit) của thành phố, kéo dài 3 km (1.9 dặm) và được khánh thành vào tháng 7 năm 2013. Có hai trung vị rộng giữa đường phố và đường chính.
Phía bắc của đại lộ được kết nối với đường cao tốc Arturo Illia (nối với sân bay Jorge Newbery và đường cao tốc Mỹ) và đến đại lộ Libertador. Phía nam kết nối với đường cao tốc 25 de Mayo (phục vụ phía tây của Vùng đô thị Buenos Aires cũng như sân bay Ezeiza) và tuyến đường cao tốc 9 de Julio nâng cấp để cung cấp khả năng tiếp cận hai con đường chính phía nam ra khỏi thành phố (đường 1 đến La Plata và tuyến 2 đến Mar del Plata). Quảng trường Cộng hòa nằm trên giao lộ của Đại lộ này với Đại lộ Corrientes và về điểm đó là Tòa nhà Obelisk của Buenos Aires.M